# Atelopus coynei
Atelopus coynei és una espècie d'amfibi terrestre i diürn pertanyent a la família dels bufònids, la qual es creia extinta des de fa molts anys però es va redescobrir i fotografiar el 7 de febrer del 2012.

## Etimologia
El seu epítet, coynei, fa referència al biòleg Jerry Coyne, el qual va recollir-ne l'holotip en un pantà de l'oest de l'Equador a la darreria de la dècada de 1970.

## Descripció
Les femelles fan 32,1-36,4 mm de llargària i els mascles 22,4. Cos més ample que el cap. Cap més llarg que ample. Musell projectat més enllà de la mandíbula inferior, la qual cosa crea un angle de noranta graus per sobre dels narius vist lateralment. Narius situats al llarg de la línia entre el marge anterior de l'òrbita i l'extrem del musell (si fa no fa, un terç de la distància des del musell). Canthus rostralis arrodonit i amb una mena de depressió subtil. Espai interorbitari més ample que la parpella superior. Timpà enfosquit. Pell del cap suau i amb possibles granulacions. Pell del dors granulada i amb dues crestes. Absència de plecs dorsals laterals. Avantbraços gruixuts. Extremitats posteriors allargades i amb els talons solapats lleugerament. Potes posteriors carnoses. Es pot distingir d'altres espècies del mateix gènere pel seu patró ventral i per les seus llargues extremitats posteriors, els talons de les quals se superposen quan les cames es col·loquen perpendiculars al cos. En vida, la coloració del mascle al dors varia des d'un verd amb taques de color marró fosc fins a un marró fosc amb taques verdes. En tots els espècimens trobats i a mesura que el seu color verd s'atansa als flancs, aquest esdevé progressivament blau turquesa. La superfície ventral presenta un fons de color blanc o groc i amb un patró reticulat poc dens de color negre o marró. Pel que fa a les femelles, presenten un ventre de color groc brillant i opac amb un reticulat marró fosc. Tots dos sexes tenen els palmells de les mans i les plantes dels peus de color taronja vermellós, tot i que els colors de les femelles són més prominents. L'iris d'ambdós sexes varia entre un groc daurat i un coure ataronjat. En els espècimens conservats, les parts verdes es tornen de color lavanda pàl·lid. A més, les taques marrons s'esvaixen i esdevenen rogenques. En el cas dels mascles, la coloració blanca del ventre es manté sense canvis, mentre que la groga es perd. Pel que fa a les femelles, el ventre conserva el seu tint groguenc mentre que el reticulat marró empal·lideix.

## Reproducció
Després de la fecundació, els ous són dipositats a la superfície de masses d'aigua dolça i de corrent ràpid. Els capgrossos s'adhereixen a les roques submergides.

## Hàbitat i distribució geogràfica
És un endemisme dels vessants nord-occidentals de la Serralada Occidental dels Andes a la Regió Litoral de l'Equador (les províncies de Carchi, Imbabura i Pichincha). Ocupa una extensió de, si fa no fa, 2.800 km² a una altitud compresa entre 900 i 1.380 m d'altitud. Comparteix el seu hàbitat amb l'ós negre dels Andes (Tremarctos ornatus), el jaguar (Panthera onca), el tapir de muntanya (Tapirus pinchaque), el colibrí de cua de fulla (Ocreatus underwoodii), Heliodoxa imperatrix, Margarornis stellatus, Entomodestes coracinus, Heliangelus strophianus, Anolis antioquiae, Saphenophis sneiderni i un gran nombre d'amfibis com Pristimantis laticlavius, Pristimantis duellmani i Atelopus glyphus.

## Principals amenaces
Les seues principals amenaces són la quitridiomicosi, el canvi climàtic i la degradació del seu hàbitat a causa de la desforestació, el creixement urbà, l'ús de pesticides i les pràctiques agrícoles i ramaderes.